# Medvedie
Medvedie, russinisch Медведже/Medwedsche (1927–1973 slowakisch „Medvedzie“ – bis 1927 „Medvedze“ oder „Medbedze“; ungarisch Kismedvés – bis 1907 Medvedze) ist eine Gemeinde im Nordosten der Slowakei mit 43 Einwohnern (Stand 31. Dezember 2024), die im Okres Svidník, einem Kreis des Prešovský kraj, sowie in der traditionellen Landschaft Šariš liegt.

## Geographie

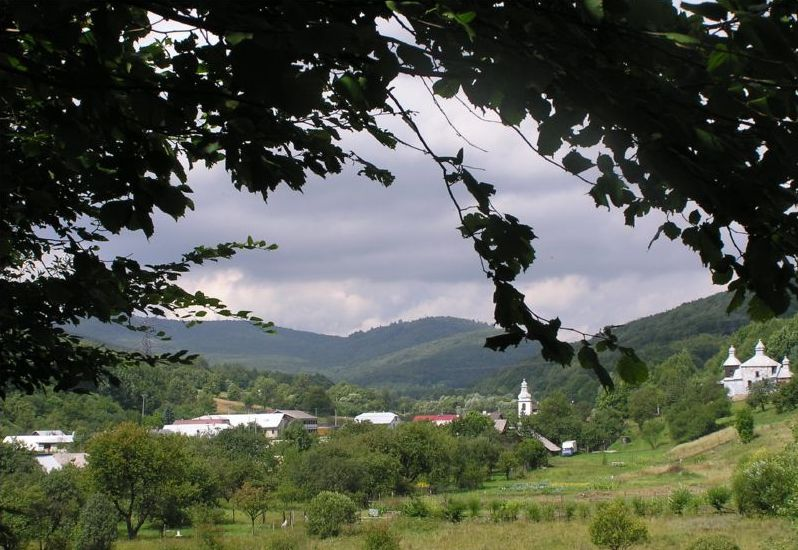
Medvedie

Die Gemeinde befindet sich in den Niederen Beskiden im Bergland Laborecká vrchovina und knapp außerhalb der Grenzen des Landschaftsschutzgebiets Východné Karpaty, im Tal des Baches Hrišov im Einzugsgebiet der Ondava, unweit der Staatsgrenze zu Polen. Das Ortszentrum liegt auf einer Höhe von 378 m n.m. und ist 15 Kilometer von Svidník entfernt (Straßenentfernung).
Nachbargemeinden sind Krajná Porúbka im Norden und Nordosten, Krajná Bystrá im Osten und Südosten, Korejovce im Süden, Vyšná Pisaná im Westen und Šarbov im Nordwesten.

## Geschichte

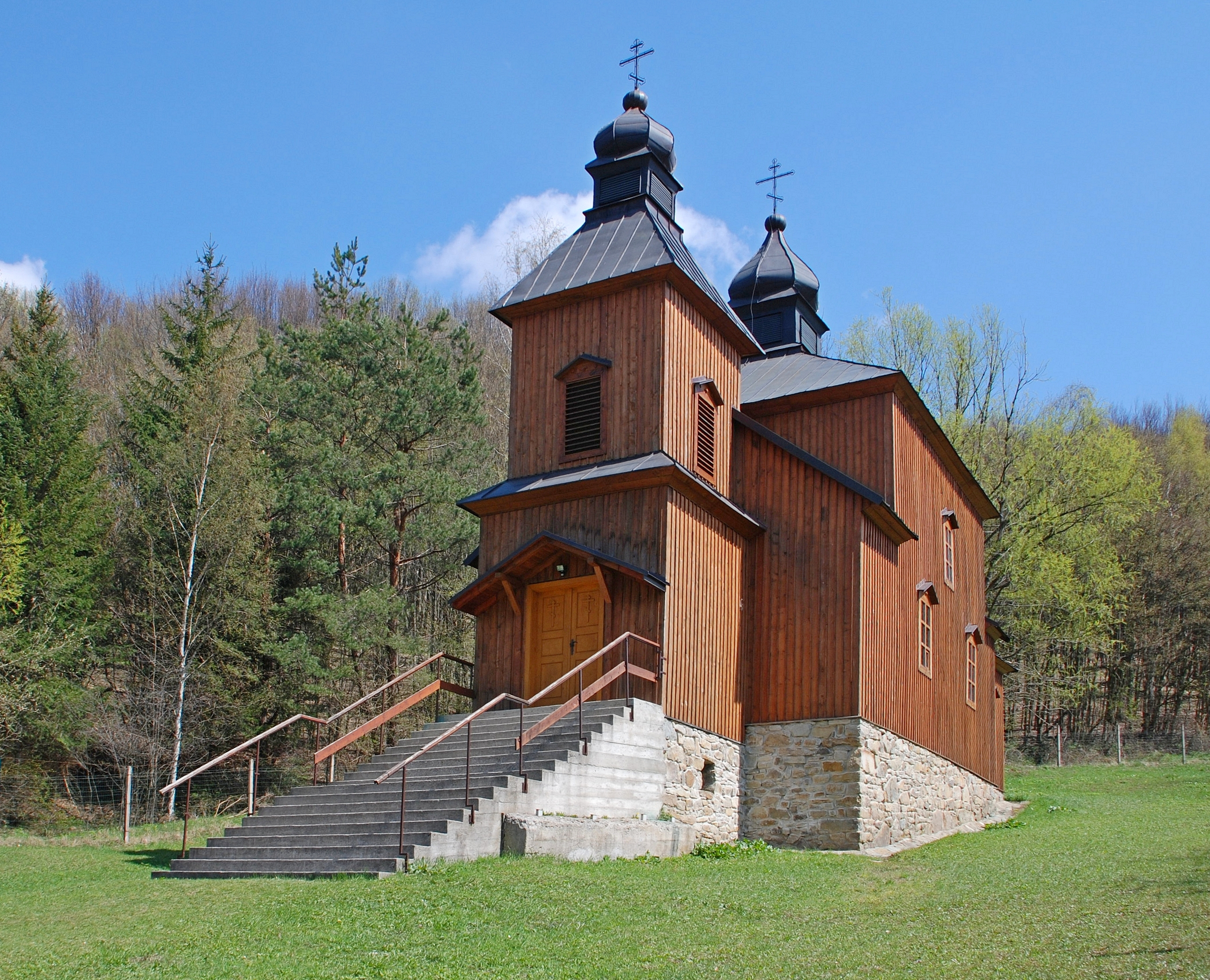
Griechisch-katholische Holzkirche

Medvedie wurde zum ersten Mal 1572 als Medveczya schriftlich erwähnt und lag in der Herrschaft von Makovica. 
1787 hatte die Ortschaft 19 Häuser und 131 Einwohner, 1828 zählte man 35 Häuser und 276 Einwohner, die als Landwirte, Schindler und Viehzüchter tätig waren.
Bis 1918 gehörte der im Komitat Sáros liegende Ort zum Königreich Ungarn und kam danach zur Tschechoslowakei beziehungsweise zur heutigen Slowakei. In der Zeit der ersten tschechoslowakischen Republik wanderten viele Einwohner aus. Im Zuge der Ostkarpatischen Operation und der Frontverschiebung im Oktober 1944 wurde Medvedie zerstört. Nach dem Zweiten Weltkrieg pendelte ein Großteil der Einwohner zur Arbeit in Industriegebiete in der Gegend, die Landwirte waren privat organisiert.

## Bevölkerung
| Jahr                | 1994 | 2004  | 2014     | 2024    |
| ------------------- | ---- | ----- | -------- | ------- |
| Anzahl der Personen | 75   | 57    | 47       | 43      |
| Unterschied         |      | −24 % | −17,54 % | −8,51 % |

| Jahr                | 2023 | 2024    |
| ------------------- | ---- | ------- |
| Anzahl der Personen | 45   | 43      |
| Unterschied         |      | −4,44 % |

Gemäß der Volkszählung 2011 wohnten in Medvedie 51 Einwohner, davon 28 Russinen und 21 Slowaken. Ein Einwohner gab eine andere Ethnie an und ein Einwohner machte keine Angabe zur Ethnie.
40 Einwohner bekannten sich zur orthodoxen Kirche, fünf Einwohner zur griechisch-katholischen Kirche und vier Einwohner zur römisch-katholischen Kirche. Ein Einwohner bekannte sich zu einer anderen Konfession und bei einem Einwohner wurde die Konfession nicht ermittelt.

## Bauwerke und Denkmäler
- griechisch-katholische Holzkirche Hl. Demetrios, vor 1903 erbaut[6]
- griechisch-katholische Demetrioskirche[7]

## Verkehr
Durch Medvedie verläuft die Cesta III. triedy 3543 („Straße 3. Ordnung“) von Hunkovce (Anschluss an die Cesta I. triedy 21 („Straße 1. Ordnung“)) heraus und weiter Šarbov. Im Ort zweigt die kurze Cesta III. triedy 3544 nach Krajná Porúbka.